# Arte de China

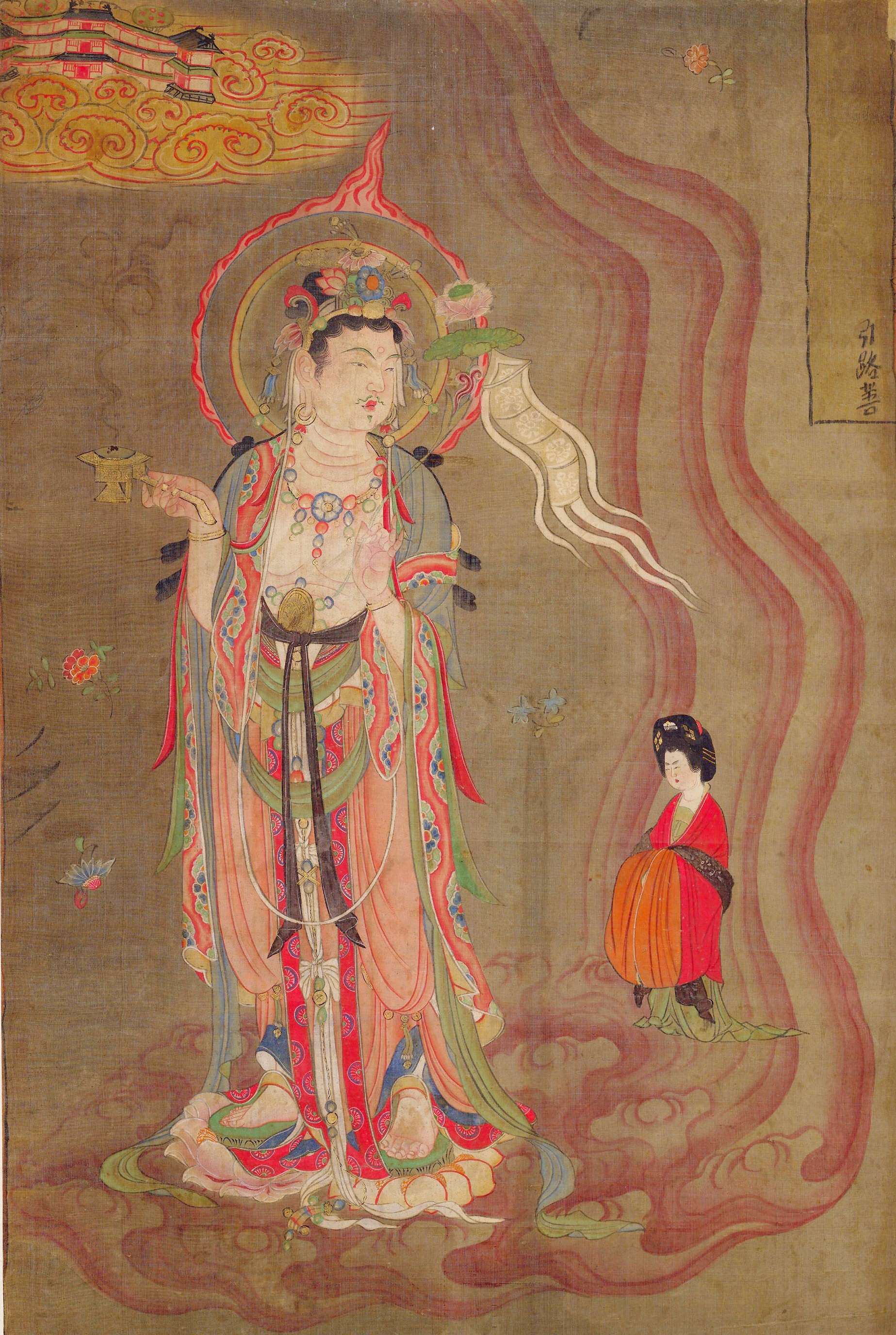
Mural de Dunhuang, Dinastía Tang.

Desde los orígenes de la historia china se crearon objetos en bronce, jade y hueso que recogieron el espíritu y efecto buscado en los rituales chamanistas.
Estas formas de bronce y jade muestran por primera vez uno de los principios esenciales del arte chino: la síntesis entre el espíritu creador artístico y la función social y jerárquica a la que estaban destinados desde su concepción. El primero de ellos se mostraba en la exquisitez de las formas, en el origen de los temas decorativos tomando como paradigma las fuerzas de la naturaleza y su acción sobre el espíritu humano, y en el gran conocimiento técnico de los materiales que ha caracterizado todas las formas artísticas.
Como complemento tanto la diversificación de las formas como la iconografía  con la que se adornaban correspondían a los principios de jerarquización social y uso ritual que caracterizó los inicios de la civilización china con la Dinastía Shang y la Dinastía Zhou. En esta última dinastía surgen las escuelas de filosofía que profundizando sobre la relación del individuo con su entorno y la consideración social del mismo, establecerán los fundamentos teóricos sobre los que siglos más tarde se desarrollaría la teoría china del arte.
Nos referimos fundamentalmente al taoísmo y al confucianismo, sin por ello afirmar que existe una clara división entre lo que algunos consideran arte taoísta como manifestación disgregada de un supuesto arte confuciano.

## El trazo y la pincelada en el arte chino

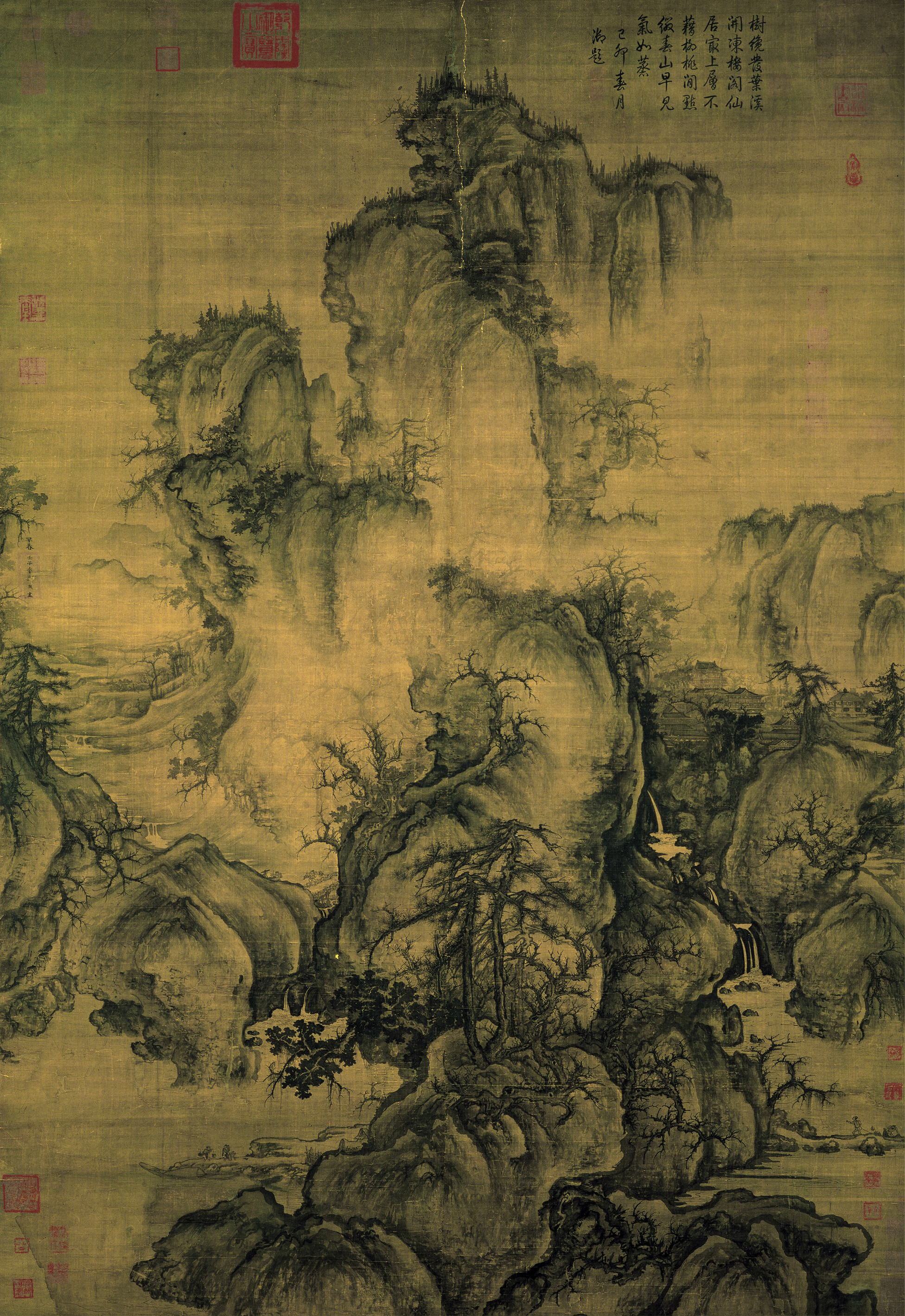
Primavera reciente (1072), de Guo Xi, Museo Nacional del Palacio, Taipéi.

Es cierto que la poesía, pintura y caligrafía representan todas ellas a través del pincel, la esencia misma del pensamiento artístico taoísta, pero no hay que olvidar que incluso estas artes sublimes tuvieron su función social, su jerarquización y en consecuencia participaron del pensamiento confuciano.
Estas eran el arte con mayúsculas, reservado a una clase intelectual formada en los clásicos, y la tradición, donde se reconocía y valoraba al artista y la obra de arte en su unidad y no como producto social. Desde la primera escritura tratada artísticamente y convertida en arte de la caligrafía por Wang Xizhi en el siglo IV d. C. hasta los últimos heterodoxos de la Dinastía Qing, los pintores Zhuda y Shitao, la caligrafía, pintura y poesía han estado unidas en unos mismos principios técnicos y estéticos.,
Los instrumentos básicos —tinta, papel, pincel y tintero—, la formación clásica, y la búsqueda del ritmo, espontaneidad y expresividad basados en el trazo, la pincelada y el vacío han sido los elementos comunes a partir de los cuales se han desarrollado diacrónicamente a lo largo de los siglos.
La palabra, el carácter es considerado como una imagen, como la abstracción de una idea y concepto, y la imagen pictórica en la que se reconoce tanto a un carácter como a un paisaje se lee como una palabra, fusionándose así el pensamiento artístico en poesía-caligrafía-pintura.

## El gusto por los materiales en el arte

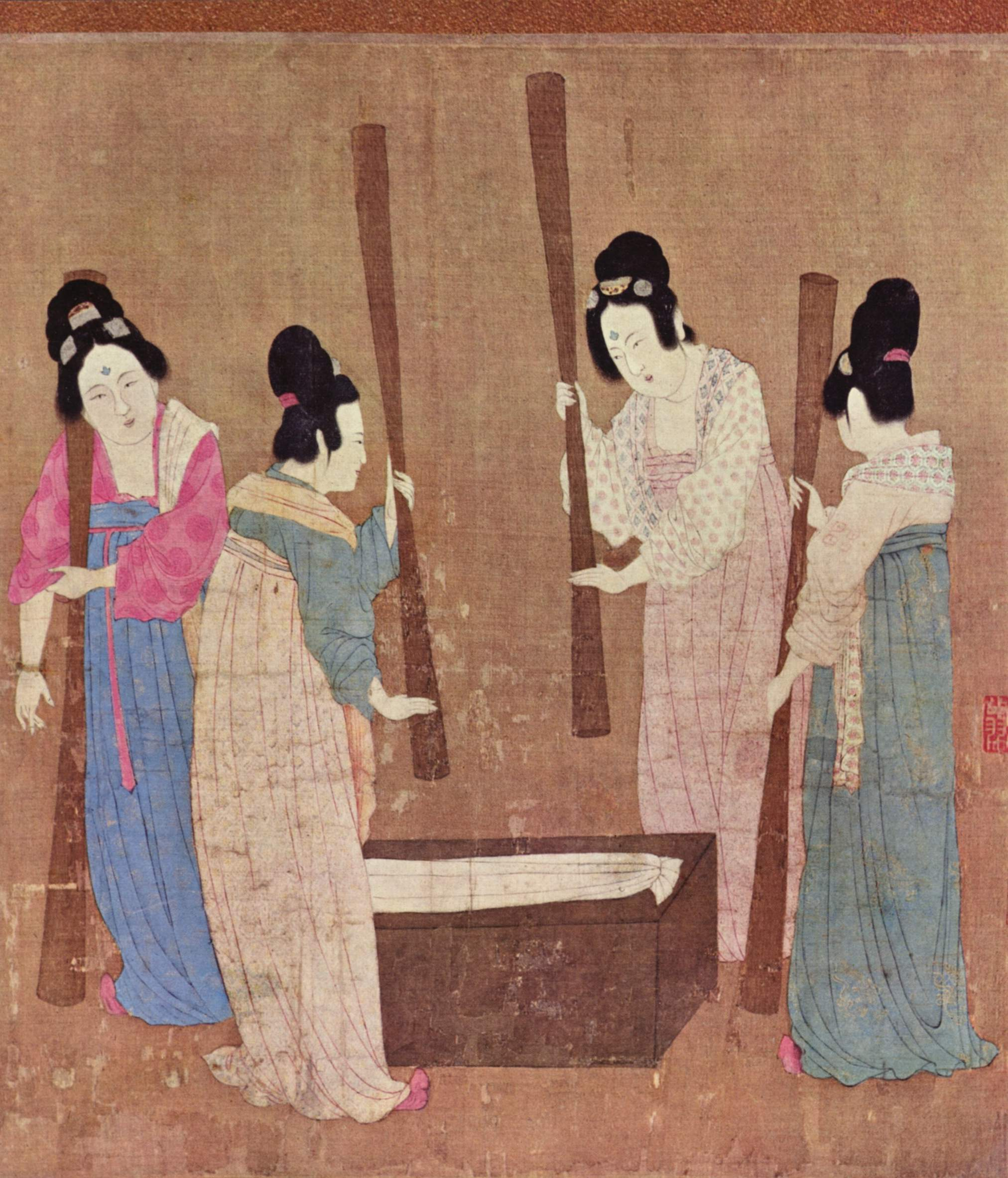
Seda china

Algunos de estos materiales se desarrollaron de una manera casi única en un contexto histórico determinado, mientras que otros se adoptaron a nuevos usos y formas. Así observamos que el bronce y el jade son característicos de las dinastías Shang y Zhou, ligados siempre al ritual y a la representación social.
La laca y la seda coinciden en asociarse con el momento histórico de expansión política y cultural del imperio chino durante la dinastía Han (206 a. C.-220 d. C.), siendo también los primeros materiales sobre los que se diseña pensando únicamente en la belleza del objeto y no en su uso ritual.
A partir del reinado de Qin Shi Huang la cerámica, cuyas primeras formas aparecieron en el Neolítico sirviendo en muchos casos de referencia a las formas en bronce, adquiere un mayor valor al realizarse con ella la reproducción del gran ejército imperial con el que el emperador quiso proteger bajo tierra su mausoleo.
A partir de entonces, la cerámica (arcilla, terracota, gres y porcelana) se vuelve, gracias a la capacidad de organización laboral de los centros alfareros, las innovaciones técnicas y la habilidad de los artesanos en el material más versátil y polisemántico de todos.
Desde la sencillez del barro cocido y pintado el alfarero chino ha sido capaz mediante la aplicación de vidriados y técnicas decorativas y el control de la cocción una inmensa variedad formal y tipológica, capaz de satisfacer todos los gustos y necesidades.
La carestía de otros materiales (bronce, jade), hizo que a través de los barnices se intentará buscar los efectos cromáticos y plásticos de otros materiales. Así el barniz de óxido de hierro tratado en atmósfera reductora, producía una gama cromática del verde oliva al azul lavanda con la que se pretendía imitar el aspecto del jade. Esta técnica decorativa conocida en China desde la Dinastía Han perduró hasta el siglo XX, siendo rebautizado el color verde de estas piezas por los europeos con el nombre de celadón.
Las piezas en cerámica funerarias encontraron en la Dinastía Tang su mejor expresión con la aplicación, mediante inmersión y goteo, de tres colores (o sancai).
En la Dinastía Song, se transformaron totalmente los usos y las formas de la cerámica. El conocimiento desde el siglo X del caolín —ingrediente necesario para conseguir la porcelana— junto con el desarrollo económico de esta dinastía y la búsqueda de una mayor exquisitez en el diseño de los objetos cotidianos por parte de la clase letrada, permitió la aparición de nuevos tipos cerámicos. Así se diferenciaban los productos destinados a uso imperial, frente aquellos solicitados por los letrados, los comerciantes y las comunidades monásticas.
El cambio del siglo XIII se vio reflejado en el campo artístico en su industrialización y su distribución en el exterior del país. El tipo cerámico azul y blanco, es el más característico de esta transformación, siendo sinónimo de él el nuevo repertorio iconográfico y el paulatino cambio en su distribución y concepción espacial que afectaría a todos los materiales.
La última dinastía mostró al mundo un gusto por la ornamentación, la exuberancia técnica y el alarde formal, en una variedad de formas y materiales, que reflejaban el nuevo gusto y estética de la Dinastía Manchú.

## Arte para la representación y la colectividad

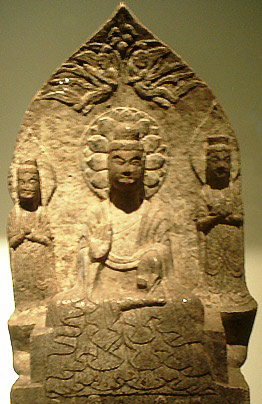
Buda tallado en piedra

Junto a la delicadeza estética de los materiales señalados, pensados para disfrute particular y en algunos casos también como símbolo de posición social, existieron otras formas de entender el arte.
La escultura en piedra y la arquitectura en madera fueron los cauces a través de los cuales la sociedad se manifestó como colectividad profundamente jerarquizada.
La escultura en piedra se inició como majestuosa y representativa decoración de los caminos funerarios de las tumbas imperiales en la Dinastía Han. Grandes animales reales y mitológicos, representación de los estamentos sociales —letrados, militares, extranjeros, etc.— fueron los temas elegidos para dignificar el poder.
Por ello es un arte anónimo, creación de talleres colectivos, en donde la piedra se tallaba monolíticamente en cuanto material y concepto. De todo ello son muestra las esculturas que flanquean el camino de los espíritus de las dinastías Han, Tang y especialmente las tumbas Ming, así como la escultura representativa de los palacios imperiales.
Pero la escultura tuvo también fines religiosos ligados a la difusión del budismo en China. Las grutas de Yungang, Longmen y Dunhuang muestran el trabajo en piedra, ladrillo y estuco, que dio forma al panteón budista. En ellos se aprecia la influencia extranjera y su transformación o adaptación al gusto y estética chinos, como una de las mayores aportaciones de los intercambios producidos en la Ruta de la Seda.
La arquitectura palaciega, funeraria, religiosa y civil, partió de simples sistemas de construcción y distribución espacial, haciéndose principalmente eco de su carácter de representatividad.
Por ello, tampoco fue considerada como un arte creativo sino como una labor de artesanos, especialmente carpinteros y decoradores, donde no tenían cabida innovaciones en el diseño o en la técnica de construcción.
Entre los ejemplos más significativos de la arquitectura china se encuentran los palacios —Ciudad Prohibida, Palacio de Veracruz, Chengde—, y los templos —Templo del Cielo, Pagoda de la Oca salvaje—, en los que se aprecia la imbricación de todos los materiales artísticos y su doble función artística y representativa.

## Arquitectura China
La arquitectura china se caracteriza por distribuir el espacio en unidades rectangulares que se unen para formar un todo. El estilo chino combina rectángulos de diferentes tamaños y en diferentes posiciones de acuerdo con la importancia de la organización del conjunto, ahí sus construcciones piramidales: utiliza el feng shui. Se distinguen claramente los distintos niveles y elementos. El resultado es un aspecto exterior impresionante, pero al mismo tiempo dinámico y misterioso.
En la arquitectura tradicional china, la distribución de las unidades espaciales se rige por los principios de equilibrio y simetría. El eje constituye la estructura principal. Las estructuras secundarias se sitúan a ambos lados del eje formando el patio central y las habitaciones principales. Tanto las viviendas como los edificios oficiales, templos y palacios se ajustan a este principio fundamental. En la distribución del espacio interior se reflejan los valores éticos y sociales de los chinos.
En las viviendas tradicionales, por ejemplo, las habitaciones se asignan según la posición de cada persona en la jerarquía familiar. La cabeza de familia ocupa el cuarto principal, los miembros de mayor edad de la familia de éste viven en la parte de atrás y los más jóvenes, en las alas izquierda y derecha; los mayores en la izquierda y los más jóvenes en la derecha.
La arquitectura china se caracteriza también por el uso de una estructura de vigas y pilares de madera y un muro de adobe que rodea tres de los costados del edificio. La puerta y las ventanas principales se sitúan en el frente. Los chinos llevan usando la madera como uno de sus principales materiales de construcción desde hace miles de años. La madera representa la vida y ésta es la principal idea que la cultura china, en sus múltiples manifestaciones, trata de comunicar. Esta característica ha llegado hasta nuestros días.

## Historia

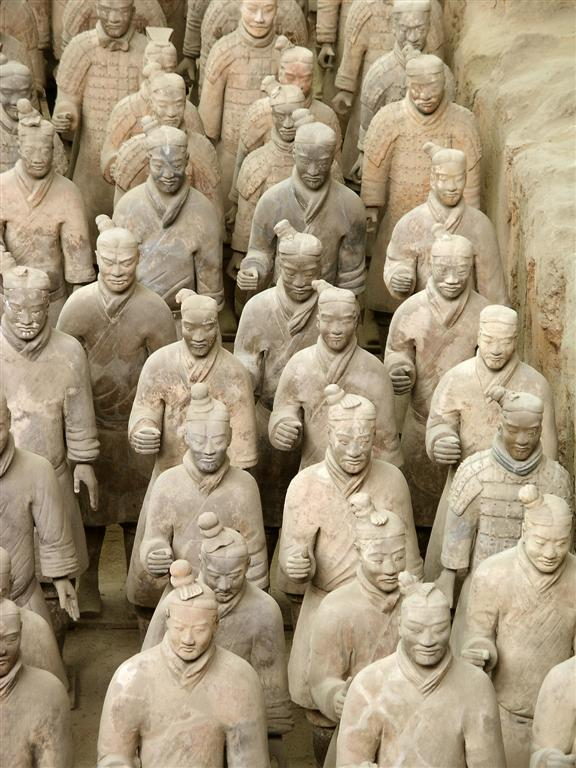
Ejército de terracota de Xi'an (210 a. C.), situado en el interior del Mausoleo de Qin Shi Huang.

El arte chino ha tenido una evolución más uniforme que el occidental, con un trasfondo cultural y estético común a las sucesivas etapas artísticas, marcadas por sus dinastías reinantes. Como la mayoría del arte oriental tiene una importante carga religiosa (principalmente taoísmo, confucianismo y budismo) y de comunión con la naturaleza. Al contrario que en Occidente, los chinos valoraban por igual la caligrafía, la cerámica, la seda o la porcelana, que la arquitectura, la pintura o la escultura, a la vez que el arte está plenamente integrado en su filosofía y cultura.
- Dinastía Shang (1600-1046 a. C.): destacó por sus objetos y esculturas en bronce, especialmente vasijas decoradas en relieve y máscaras y estatuas antropomórficas, como las halladas en la zona de Chengdu, en el alto Yangtsé, de alrededor del 1200 a. C. Se han encontrado restos arqueológicos de varias ciudades en la zona de Henan, amuralladas y con una retícula rectangular, como en Zhengzhou y Anyang. En estos asentamientos se han hallado igualmente tumbas con ricos ajuares de armas, joyas y diversos utensilios en bronce, jade, marfil y otros materiales.
- Dinastía Zhou (1045-256 a. C.): evolucionando desde el arte Shang, los Zhou crearon un estilo decorativo y ornamentado, de figuras estilizadas y dinámicas, continuando el trabajo en cobre. Una invasión nómada en 771 a. C. fragmentó el imperio en pequeños reinos, periodo en el que sin embargo florecieron la agricultura y la metalurgia, apareciendo diversos estilos artísticos locales en el llamado Periodo de los Reinos Combatientes. Aparecieron el taoísmo y el confucianismo, que influenciarían enormemente al arte. Destacó el trabajo en jade, decorado en relieve, y apareció la laca.
- Dinastía Qin (221-206 a. C.): unificada China bajo el reinado de Qin Shi Huang, se construyó la Gran Muralla para evitar invasiones exteriores, con 2400 kilómetros de longitud y una media de 9 metros de altura, con torres de guardia de 12 metros de altura. Destaca el gran hallazgo arqueológico del Ejército de terracota de Xi'an (210 a. C.), situado en el interior del Mausoleo de Qin Shi Huang. Está compuesto por cientos de estatuas de terracota de guerreros a medida natural, incluidos varios caballos y carros, con gran naturalismo y precisión en la fisonomía y los detalles.
- Dinastía Han (206 a. C.-220 d. C.): época de paz y prosperidad, se introdujo el budismo, que tuvo una implantación lenta, pero progresiva. Destacó por sus capillas funerarias, con estatuas aladas de leones, tigres y caballos. La pintura se centró en temas de la corte imperial, nobles y funcionarios, con un sentido confucianista de la solemnidad y la virtud moral. También son de remarcar los relieves en santuarios y cámaras de ofrendas, generalmente dedicados a motivos confucianistas, en un estilo lineal de gran simplicidad.
- Periodo de las Seis dinastías (220-618): se difundió más ampliamente el budismo, construyéndose grandes santuarios con estatuas colosales de Buda (Yungang, Longmen). Junto a esta nueva religión, y gracias a la Ruta de la Seda, se recibieron diversas influencias procedentes del oeste asiático. En pintura se formularon los seis principios, enunciados por Xie He a principios del siglo VI, y comenzó la caligrafía artística con la figura legendaria de Wang Xianzhi.[2]

Colores del otoño en las montañas Qiao y Hua, de Zhao Mengfu.

- Dinastía Tang (618-907): este fue uno de los periodos más florecientes del arte chino, destacando por su escultura y sus célebres figuras de cerámica. La figura más representada siguió siendo Buda, así como los bodhisattvas (místicos budistas), destacando la estatua en madera policromada de Guan Yin (o Bodhisattva de la Misericordia), de 2,41 metros de altura. En arquitectura la tipología principal fue la pagoda (Hua-yen, Hsiangchi). En pintura apareció el paisaje, género inicialmente de signo elitista, destinado a reducidos círculos culturales. Desafortunadamente, los paisajes Tang no han llegado hasta nuestros días, y solamente se conocen por copias, como Templo budista en las colinas después de la lluvia, de Li Cheng (siglo X).
- Dinastía Song (960-1279): época de gran florecimiento de las artes, se alcanzó un nivel de elevada cultura que sería recordado con gran admiración en posteriores etapas. Apareció el grabado sobre madera, impregnada de tinta sobre seda o papel. En arquitectura continuó la construcción de pagodas, como la pagoda hexagonal de Kuo-Hsiang-Su (960), o la pagoda de madera de Chang-Tiu-Fu. En cerámica destacan dos tipologías: la cerámica de esmalte blanco de Ting-tcheu, y la cerámica de esmalte rosa o azul de Kin-tcheu. En pintura continuó el paisaje, con dos estilos: el septentrional, de dibujo preciso y colores nítidos, con figuras de monjes o filósofos, flores e insectos; y el meridional, de pinceladas rápidas, colores ligeros y diluidos, con especial representación de paisajes nublados.
- Dinastía Yuan (1280-1368): dinastía de origen mongol (su primer emperador fue Kublai, nieto de Gengis Kan), China se abrió más hacia Occidente, como queda patente en el famoso viaje de Marco Polo. En arquitectura destaca la Pagoda Blanca de Pekín. Se desarrollaron especialmente las artes decorativas: se manufacturaron alfombras, se produjo cerámica con nuevas formas y colores, y se elaboraron obras de metalistería de gran riqueza. En pintura proliferaron los temas religiosos, especialmente los taoístas y budistas, destacando las pinturas murales del templo de Yonglegong (Shanxi), y artistas como Huang Gongwang, Wang Meng y Ni Zan.[3]

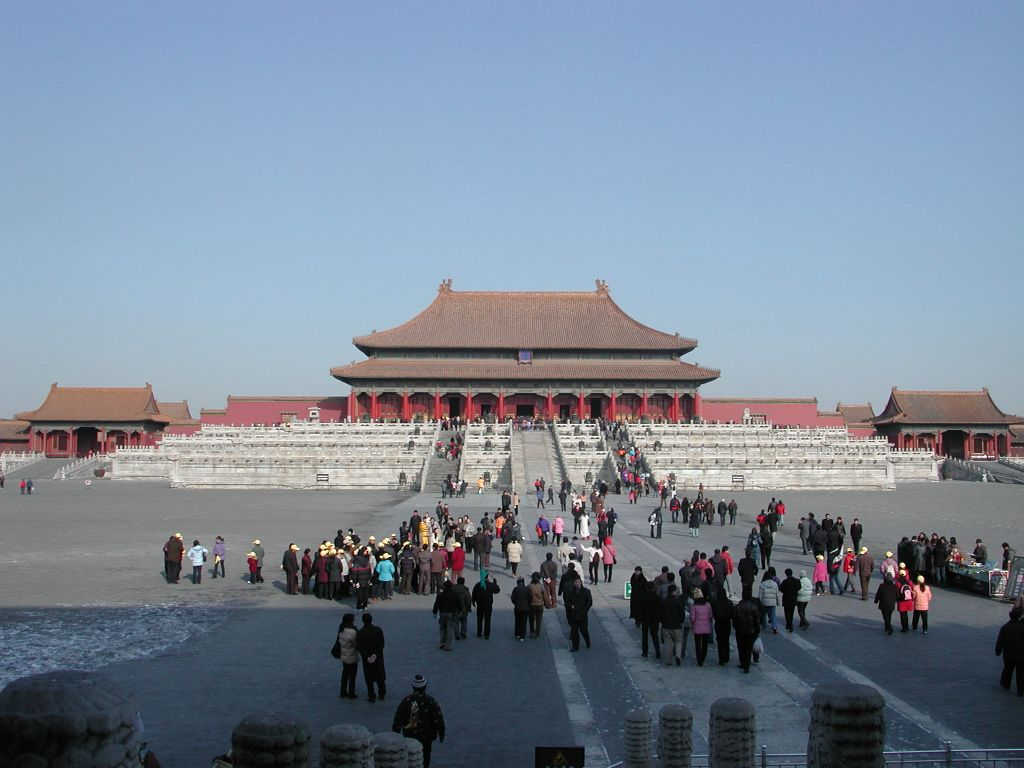
El Palacio de la Suprema Armonía, en el centro de la Ciudad Prohibida de Pekín.

- Dinastía Ming (1368-1644): supuso la restauración de una dinastía autóctona tras el periodo mongol, retornando a las antiguas tradiciones chinas. El tercer emperador de la dinastía, Yongle, trasladó la capital de Nankín a Pekín (1417), construyendo un Palacio Imperial (la Ciudad Prohibida), con tres grandes patios rodeados de una muralla de 24 kilómetros, y un amplio complejo de edificios donde destacan la Sala de la Suprema Armonía (con el trono imperial) y el Templo del Cielo. La pintura de esta época era tradicional, de signo naturalista y cierta opulencia, como en la obra de Lü Ji, Shen Zhou, Wen Zhengming, etc. También destacó la porcelana, muy ligera y de tonos brillantes, generalmente en blanco y azul, y se desarrolló la decoración de vasijas de bronce en esmalte cloisonné, técnica que había llegado a China desde Bizancio y Asia Central durante la dinastía Yuan. El cloisonné experimentó un interesante proceso de hibridación artística en China, particularmente en las piezas promovidas por los misioneros y las comunidades cristianas chinas.[4]
- Dinastía Qing (1644-1911): dinastía de origen manchú, en el arte supuso la continuidad de las formas tradicionales. La pintura era bastante ecléctica, dedicada a temas florales (Yun Shouping), religiosos (Wu Li), paisajes (Gai Qi), etc. En arquitectura, se continuó la construcción —y, en algunos casos, restauración— del recinto imperial, con el mismo sello estilístico, al tiempo que se edificaban nuevos templos y villas aristocráticas, destacando la riqueza de los materiales (balaustradas de mármol, cerámica en los tejados, etc.). Continuó igualmente la tradición en las artes aplicadas, especialmente ebanistería, porcelana, tejidos de seda, lacas, esmalte, jade, etc. Cabe mencionar que las manufacturas chinas influyeron en la decoración del rococó europeo (las llamadas chinoiseries).[5]
- Arte contemporáneo: el fin de la era imperial supuso la modernización de China, que se abrió más a la influencia occidental. El triunfo de la revolución comunista impuso como arte oficial el realismo socialista, si bien recientemente la nueva política aperturista ha favorecido la llegada de las últimas tendencias artísticas, ligadas a las nuevas tecnologías. En 1989, tuvo gran resonancia la exposición China/Vanguardia, en la Galería Nacional China de Pekín, que mostraba las últimas creaciones del momento, incluyendo tanto obra pictórica como fotografías, instalaciones y performances. Desgraciadamente, los sucesos de Tiananmén provocaron un nuevo retroceso, hasta una nueva apertura en 1992. Los artistas chinos contemporáneos más relevantes son: Qi Baishi, Wu Guanzhong, Pan Yuliang, Zao Wou-Ki y Wang Guangyi.